# Cancelación fiscal
En filatelia una cancelación fiscal es la obliteración de un sello que indica que la estampilla ha sido usada para impuestos (propósito tributario).
Un sello puede ser una estampilla fiscal, intentada para uso solo de pago de impuestos, o puede ser una estampilla para uso de correo o pago de impuestos.

## Variedades
Las cancelaciones fiscales pueden tener diferentes formas:
- cancelación a pluma con una cruz simple, iniciales u otra marca.
- Cancelación por perforación.
- Repujado.
- Daño de superficie de la estampilla usando una masa serrada o ruleteada.
- Cortes paralelos múltiples.
- Matasellos semejantes a los postales y que pueden ser de color púrpura o rojo en lugar del negro usual para timbraje de sellos de correos.
- Rasgado u otro daño físico a la estampilla.

Ejemplos:

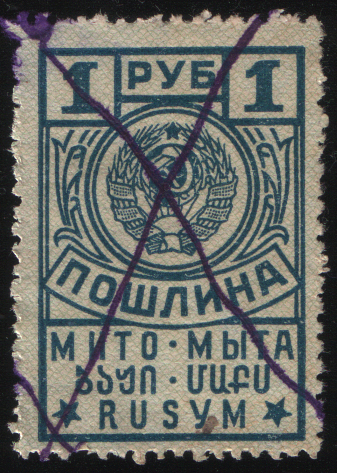
Rusia fiscal con cancelación a pluma.
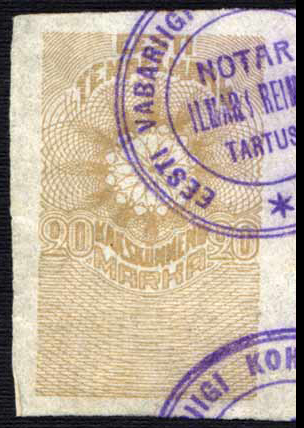
una estampilla fiscal estonia con matasello púrpura.
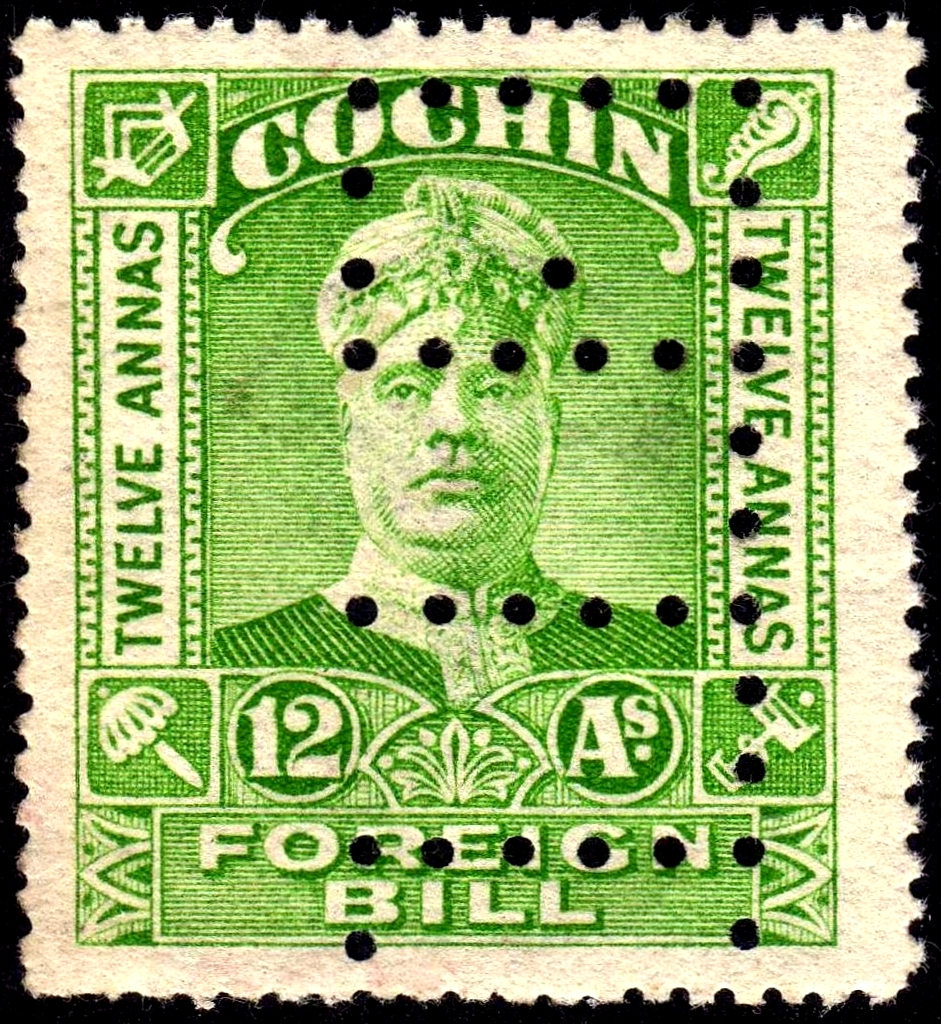
un sello fiscal de Cochin cancelado por perforación.
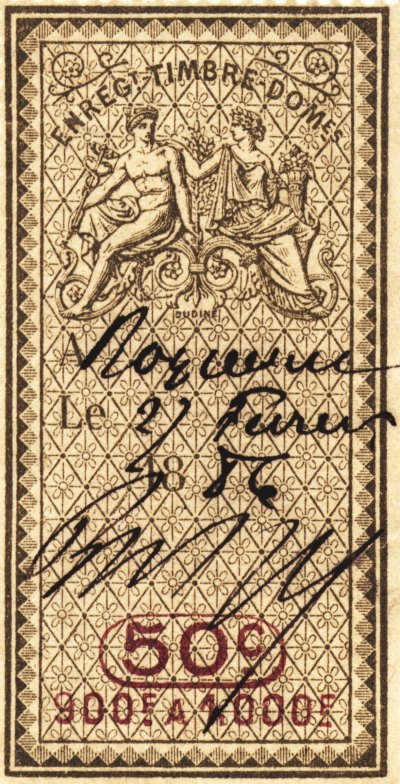
un sello postal francés con cancelación manuscrita.
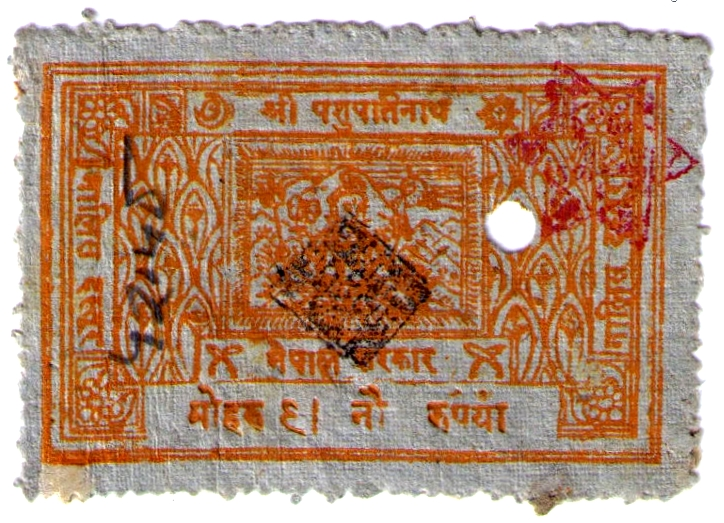
un sello fiscal de Nepal para costes de cortes con cancelación perfin y manual.
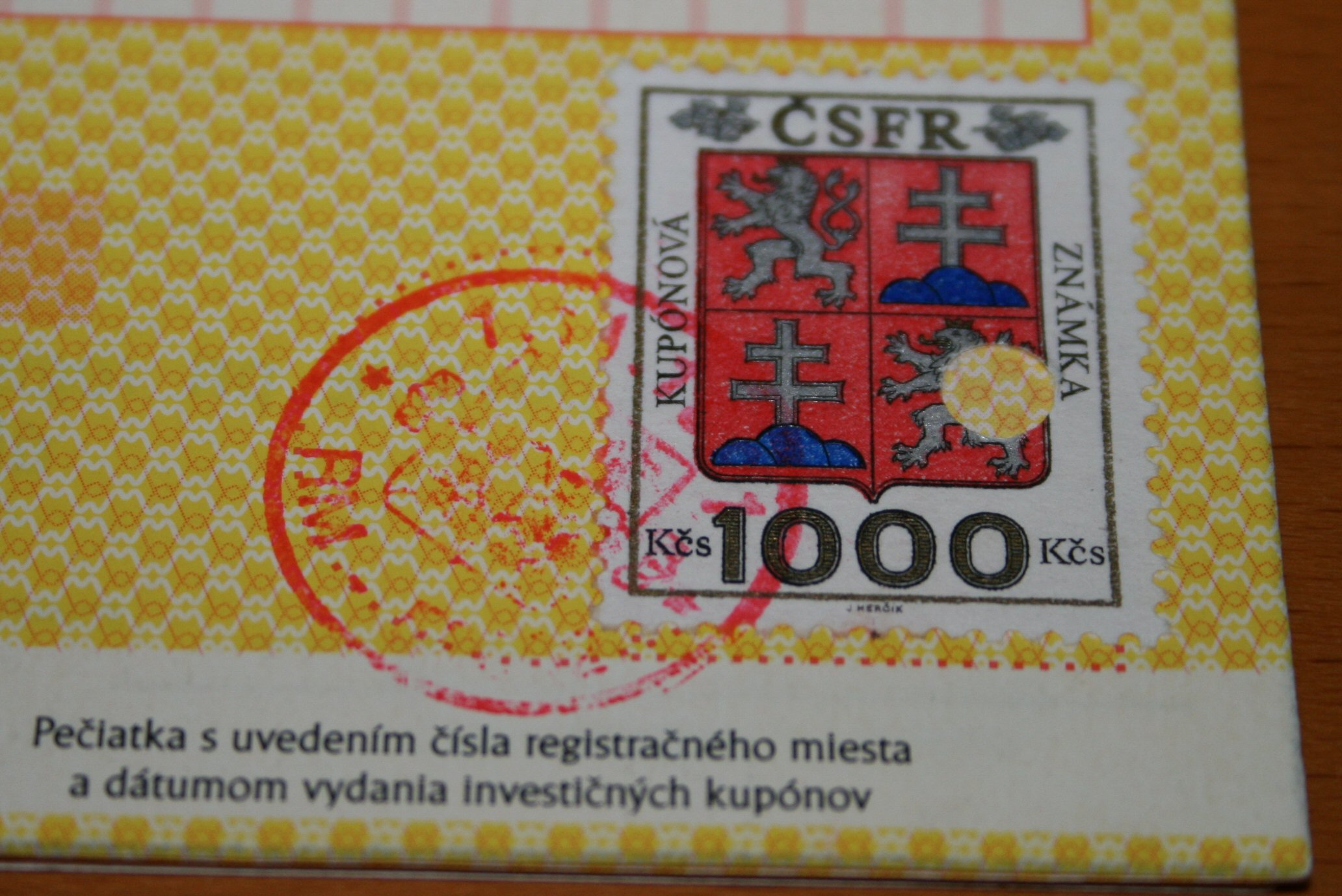
checoslovaca

## Valores
Los sellos postales válidos para propósitos fiscales o postales a menudo valen menos cuando se emplean tributariamente que cuando se emplean para franqueo.